# Verdun, das Heldentum zweier Völker
Verdun, das Heldentum zweier Völker ist ein zweieinhalbstündiges, französisches Stummfilm-Weltkriegsdrama aus dem Jahre 1928 von Léon Poirier, das sich auf sachliche, semidokumentarische Weise mit der verheerenden, mehrmonatigen Schlacht um Verdun von 1916 zwischen den Franzosen und den Deutschen auseinandersetzt.

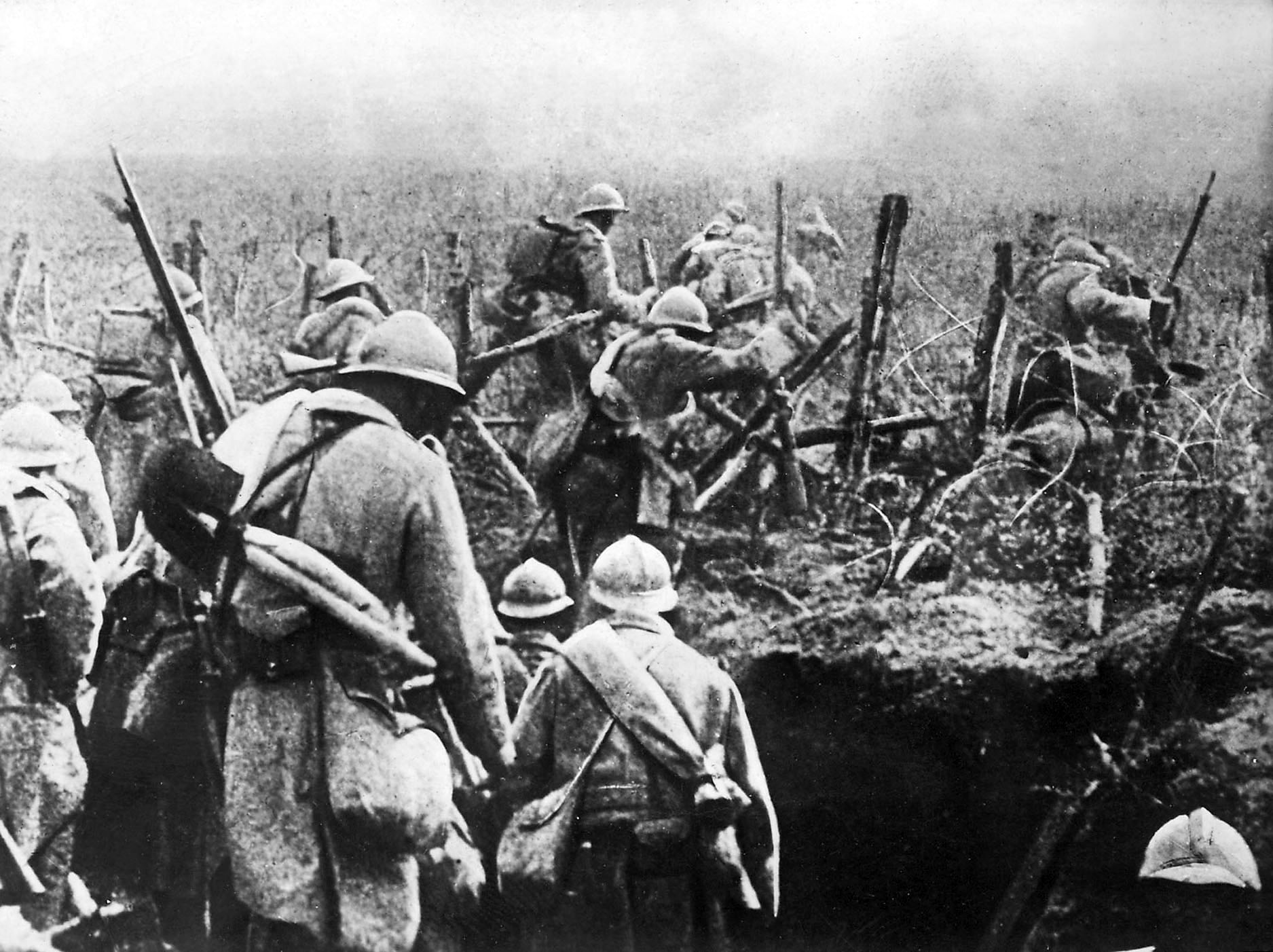
Grabenkrieg von Verdun (zeitgenöss. Aufnahme)

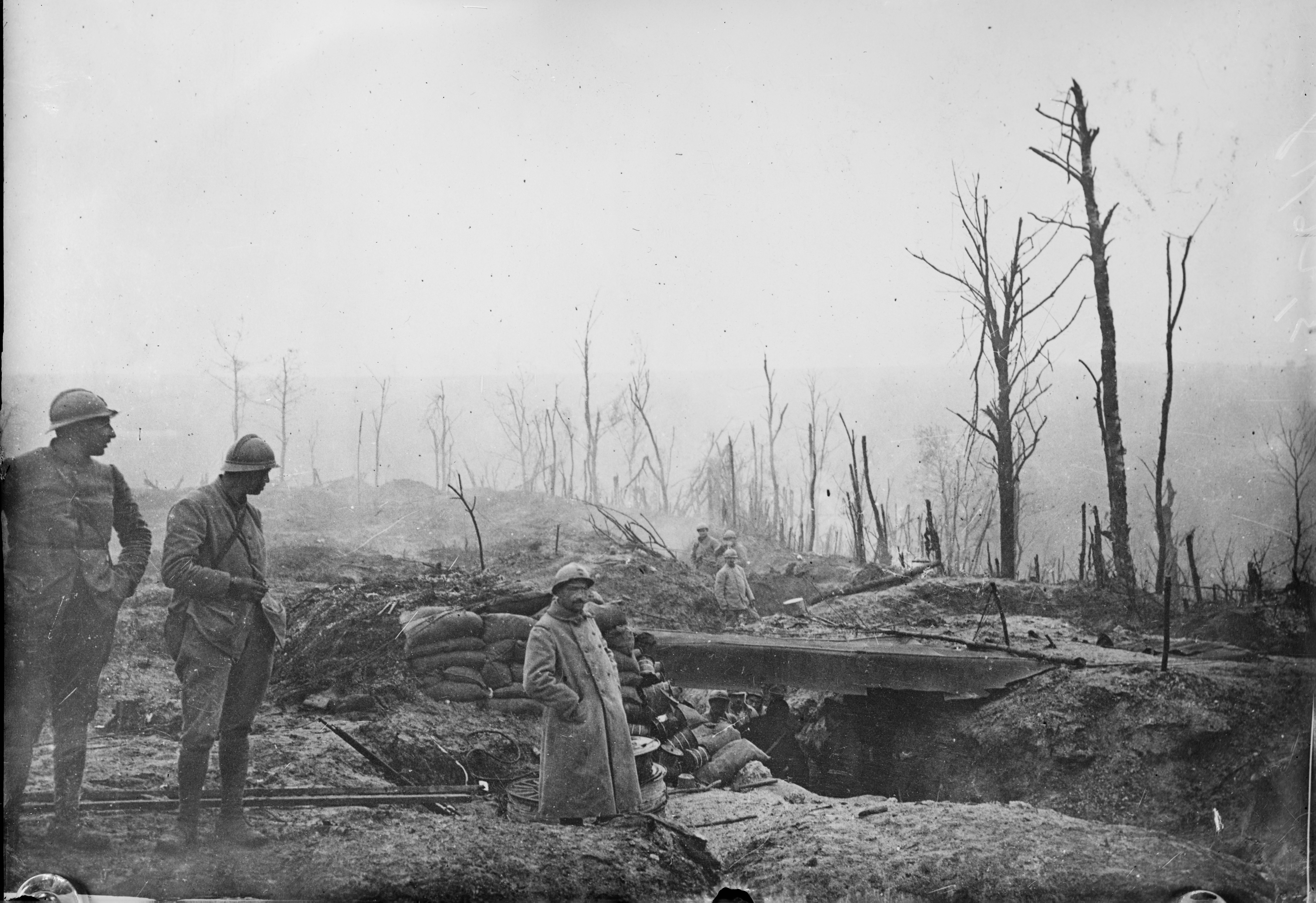
Schlachtfeld von Verdun (französischer Graben)

## Handlung
Der Film ist ohne eigentliche Handlung. Der Stellungskrieg, der mit dem massenhaften Sterben auf beiden Seiten die Sinnlosigkeit dieses Völkerschlachtens personifiziert, steht im Mittelpunkt der Geschichte. In sachlicher Form bar jeder Parteilichkeit werden die Geschehnisse nacherzählt. Ein einfacher französischer Soldat mittleren Alters und ein junger deutscher Soldat repräsentieren die beiden kriegführenden Staaten, deren zentrale Protagonisten Kaiser Wilhelm II. (zu sehen in eingefügten Dokumentaraufnahmen) und Marschall Pétain (der, mangels dokumentarischer Aufnahmen aus der Kriegszeit sich bereit erklärte, für seine Bildanteile höchstselbst vor die Spielfilmkamera zu treten) heißen. Am Ende ist die Botschaft zwar nicht eine explizit pazifistische wie im Roman Im Westen nichts Neues, der ein Jahr nach diesem Verdun-Film erstverfilmt wurde, aber auch keine kriegsverherrlichende. Auch zeigt sich diese Produktion, deren Schöpfer Poirier Wert auf deutsche Militärs als Sachverständige legte, als durchaus neutral, will heißen: nimmt keine explizit profranzösische Position ein.
Aufgeteilt wurde der Film in drei Kapitel, die unter folgenden französischen Titeln geführt wurden: „La Force“ (Die Kraft, die Macht), „L‘enfer“ (Die Hölle) und „Le destin“ (Das Schicksal). Jenseits der Schlachtendarstellungen gibt es kleinere Handlungsstränge mit Schauspielern; etwa die Szene mit dem Sohn, der sich an die Front begibt, der alte Bauer, der seinen Hof nicht verlassen will oder die deutschen Offiziere bei einer Lagebesprechung in ihrem Hauptquartier.

## Produktionsnotizen
Verdun, das Heldentum zweier Völker entstand innerhalb eines Dreivierteljahres 1927/28 vor Ort auf den Schlachtfeldern von Verdun. Die Uraufführung erfolgte anlässlich des zehnten Jahrestags des Waffenstillstands am 8. November 1928 in der Opéra Garnier in Paris und wurde ab dem 30. Juli 1929 auch in Wien gezeigt. Die Deutschlandpremiere fand am 13. Juni 1929 in Berlins Mozartsaal statt. Hier lieferte Giuseppe Becce die Kinomusik.
Die Statisterie auf den Schlachtfeldern bestand zum großen Teil aus ehemaligen französischen und deutschen Frontsoldaten.
1931 brachte Regisseur Poirier eine Tonfassung des Films unter dem Titel Verdun, souvenirs d’histoire in die Kinos.

## Wissenswertes
Sowohl Regisseur Poirier als auch der einzige deutsche Darsteller Hans Brausewetter verarbeiteten hier ihre Erfahrungen aus dem Ersten Weltkrieg. In einem Zeitungsbeitrag gab der einstige Kriegsfreiwillige Brausewetter zu Protokoll, dass er seine Mitwirkung nur unter der Prämisse zugesagt hätte, dass der Film keinerlei antideutsche Tendenz aufweisen würde.

## Kritiken
Der Kuckuck befand: „… das ist ja das Große am Verdunfilm: der Krieg ist so ganz und gar nicht romantisch, er ist so ekelhaft und abstoßend wie das Piiih pfeifender Kugeln, das Bellen eines Maschinengewehres, das heulende Singen einer sich nähernden Granate, ist so widerlich wie die Todesangst es ist.“
In der Salzburger Chronik war zu lesen: „Ohne Tendenz, nur durch die schreckliche Wahrheit wirkend, ist dieser Film eine unwiderstehliche Propaganda gegen den Krieg. (…) Die Aufnahmen sind durchwegs schön und großartig, die Wiedergabe des Trommelfeuers unübertrefflich der Wirklichkeit entsprechend, kurz ein Film, der ohne jede Färbung dem Zuseher die Schreckens des Krieges fesselnd und zugleich abschreckend zeigt, so daß er eine dauernde Wirkung verbürgt.“
Die Stunde stellte fest: „Keine romantisierende Verhimmelung und Verzärtelung und keine propagandistische Verdammung, sondern Tatsachen sind die Stärke dieses einzigartigen Werkes, das in objektiver Weise die Tragödie der Menschen um Verdun wieder erstehen läßt. Es ist ein ganz großes Drama der Menschlichkeit, eine Tragödie der Menschen, die in die Hölle von Verdun gezwungen wurden.“
Die Reichspost resümierte: „Der Krieg selbst ist der Hauptdarsteller in „Verdun“. Sein wahres Gesicht ist dramatischer und leidenschaftlicher als es sonst ein Film sein könnte.“